# Pseudamblyops conicops
Pseudamblyops conicops är en kräftdjursart som beskrevs av Ii 1964. Pseudamblyops conicops ingår i släktet Pseudamblyops och familjen Mysidae. Inga underarter finns listade i Catalogue of Life.